# Municipi delegat
Un municipi delegat a França és un estatut administratiu que el consell municipal d'un municipi nou pot atorgar als antics municipis que van fusionar. L'estatut es va crear amb el nou codi general de les col·lectivitats territorials del 2010.
El municipi delegat no és pas una col·lectivitat territorial, però una divisió administrativa i estadística que té un «batlle delegat» que ans al contrari del batlle del municipi nou, no és elegit, però designat pel consell municipal. El batlle delegat és funcionari del registre civil i de policia judicial. El municipi delegat pot tenir un annex de la casa de la vila on es conserven els actes de registre civil dels habitants. Això permet mantenir una funció social a les cases de la vila com a punt de contacte de proximitat. No és una divisió electoral. El batlle delegat pot obtenir altres responsabilitats per decisió (delegació) de l'ajuntament. També es pot crear un consell municipal delegat compost per membres del consell municipal del municipi nou. Entre les responsabilitats que es poden delegar hi ha la gestió d'un pressupost local, de serveis socials locals i altres equips municipals, ha de ser consultat pel batlle per al pla local d'urbanisme i altres projectes que afecten el seu territori.
La decisió de crear o no municipis delegats, no és pas publicada en cap butlletí oficial i només és notificada als actes del consell municipal, el que de vegades dificulta conèixer l'estatut dels antics municipis en la nova entitat.